# المسيرة البيرونية

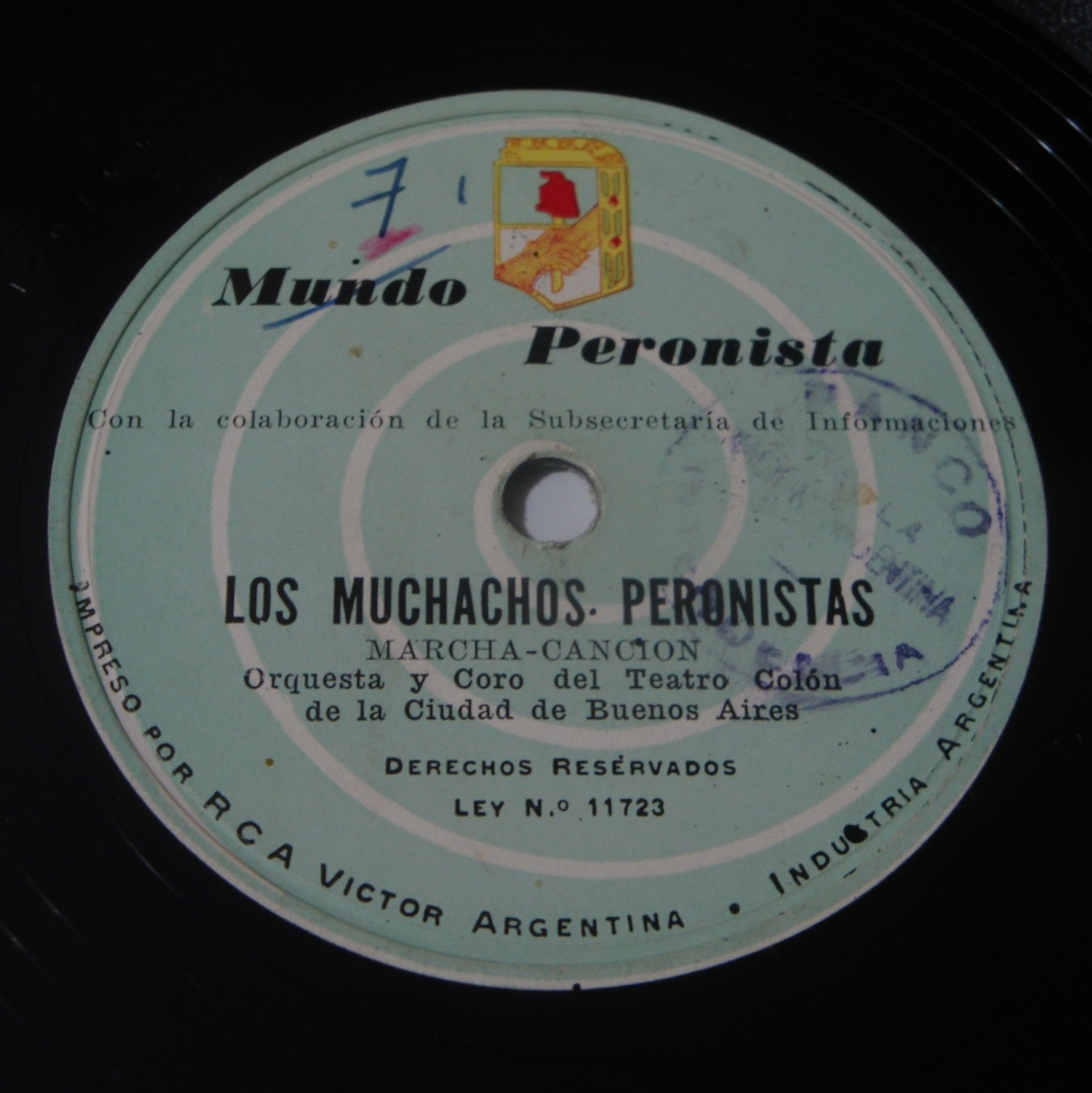
Los Muchachos Peronistas ، تم إصداره على قرص بغلاف مقوى في عام 1955.

المسيرة البيرونية، والمعروفة رسميًا باسم "رفاق بيرون"، هي المسيرة الرئيسية لحركة للبيرونية. وعلى الرغم من أن كاتب كلماتها ومؤلف موسيقاها غير معروفين، إلا أن العديد من المؤلفين نسبوا لأنفسهم فضل كتابتها. وتشير بعض الشهادات إلى أن هذه المسيرة قد غُنِّيت لأول مرة في كازا روزادا (القصر الرئاسي) بتاريخ 17 أكتوبر 1948.
تمت أداؤها من قبل العديد من الفنانين في نسخ غنائية وآلاتية، وكانت النسخة الأكثر شهرة هي تلك التي سجلها المغني والممثل والكاتب والمخرج السينمائي هوغو ديل كاريل في عام 1949. كما تبرز النسخ التي قدمها هيكتور ماوري وأوركسترا فرانثيسكو كانارو. تم تسجيل نسخ آلية من المسيرة بأساليب مختلفة مثل التانغو، والجاز، والكارنفاليتو، والشاكايريرا، والفالس.
تعمقت لحن الكورس الخاص بمسيرة بيرونية في الرياضة، حيث تم استبدال الكلمات "بيرون، بيرون، كم أنت عظيم" بـ "هيا بطل، هيا بطل".

## أصل
يقوم مؤرخا الموسيقى الشعبية الأرجنتينية نستور بينسون وريكاردو غارسيا بلايا بتحليل جميع الإشارات المنشورة المتعلقة بأصل المسيرة البيرونية في مقال بعنوان "الأصل الرياضي والمورغوي للمسيرة البيرونية". من خلال أخذ مجموعة الأبحاث والبيانات الموجودة بعين الاعتبار، يستنتج المؤلفان أن موسيقى المسيرة البيرونية نشأت من لحنين مختلفين ظهرا في النصف الثاني من عقد العشرينات.
لحن الجوقة ("بيرون، بيرون، كم أنت عظيم...) كان من الممكن أن ينشأ من اللحن الذي يستخدمه مورجا من حي الطبقة العاملة في لا بوكا ، والذي كان يحتوي على الكلمات التالية:
```
إذا كنت لا تعرف؟
```

لماذا تشرب البيرة؟

إذا كان سيئا لصحتك؟

كلوا الطماطم فهي

```
مفيدة لكم
```

فيما يتعلق بكلمات وألحان أبيات المسيرة، يلاحظ بينسون وغارسيا بلايا أن هذه الكلمات مشتقة من مسيرة نادي باراكاس جونيورز، التي تم تأليفها في أواخر عقد العشرينات. كانت موسيقى مسيرة النادي قد تم تأليفها بواسطة خوان رايموندو ستريف، عازف الباندونيو والمُوظف في البريد، بينما كانت الكلمات قد كتبها جار معروف بلقب "التوركو موفاري"، وهو مختص في كتابة كلمات المورغاس. تقول كلمات موفاري:

سوف نغني جميعا معا

وفي نفس الوقت سنعطي
تحية من القلب.

لأولئك الأولاد الشجعان

الذين قاتلوا بحماس

للدفاع عن الألوان

لهذه المؤسسة العظيمة.
يمكن سماع لحن مشابه لهذا في مسيرة نادي بلاتينسي التي سجلها فلوريال رويز في عام 1939.
مع التعديلات الموسيقية واللفظية، معتمدًا على الألحان والكلمات المذكورة، نشأت المسيرة البيرونية على الأرجح في عام 1948، وهو العام الذي يعود إليه أول ذكر لها. ولا يُعرف مؤلف الأبيات الستة والكورس، وكذلك من الذي أضاف صرخة الختام في البيت الأول ("¡Viva Perón, Viva Perón!")، في كل من الثلاث سلاسل المزدوجة.
تشير الإشارة إلى "أول عامل" في الكلمات إلى جملة من السكرتير العام لنقابة العمال السكك الحديدية، الاتحاد الحديدي، الاشتراكي خوسيه دومينيك، الذي في اجتماع نقابي عُقد في روساريو قدم العقيد
آنذاك خوان د. قائلاً: "بيرون هو أول عامل أرجنتيني".
هناك نسخة من الأغنية تم إنشاؤها بعد نفي بيرون في سبتمبر 1955، وتدعو هذه الأغنية إلى عودة بيرون إلى الأرجنتين.
كلنا متحدون سننتصر

وكما هو الحال دائما سوف نعطي
صرخة من القلب:

«يعيش بيرون، يعيش بيرون!».

لذلك الأرجنتيني العظيم
أنه يعرف كيفية التغلب
إلى الجماهير الغفيرة من الشعب
محاربة الرأسمالية.

بيرون، بيرون، كم أنت عظيم!
يا جنرالي، كم تساوي!
بيرون، بيرون، القائد العظيم للأمة،
أنت العامل الأول

للمبادئ الاجتماعية
التي أنشأها بيرون،

المدينة كلها متحدة
وأصرخ بصوت عالٍ:

«يحيا بيرون! يعيش بيرون!».

لذلك الأرجنتيني العظيم
الذين عملوا بلا انقطاع
حتى يملك في الشعب
الحب والمساواة.

بيرون، بيرون، كم أنت عظيم!
يا جنرالي، كم تساوي!
بيرون، بيرون، سائق عظيم،
أنت العامل الأول

فلنقلد المثال

هذا الرجل الأرجنتيني
والسير على خطاه
فلنصرخ من القلب:

«يحيا بيرون! يعيش بيرون »

لأن الأرجنتين قوية

الذي حلمت به سان مارتن
إنه الواقع الفعال
التي ندين بها لبيرون.

بيرون، بيرون، كم أنت عظيم!
يا جنرالي، كم تساوي!
بيرون، بيرون، سائق عظيم،
أنت العامل الأول» – عودة بيرون!
عودة بيرون!

الناس لديهم العاطفة

لقد عاد بيرون!

لقد عاد بيرون!

لإنقاذ الأمة.
مع عودته إلى الوطن

الفرح يسود مرة أخرى

الذي ضاع في ذلك اليوم،

وعندما غادر بيرون،

ولكن بقرار عظيم

الشعب الأرجنتيني النبيل

ليحكم مصيرك،

الشعب ينتخب بيرون مرة أخرى.
لقد عاد بيرون!

لقد عاد بيرون!

وهكذا تولد الحرية من جديد

لقد عاد بيرون!

لقد عاد بيرون!

اليوم كل شيء هو السعادة
مع بيرون في الحكومة

الارجنتين الغد,

عادلة وحرة وذات سيادة،

سيكون مرة أخرى،

لأنه عندما يكون الجنرال هناك

سيكون هناك خبز وعمل وسلام

وسوف يستمتع الجميع

العدالة الاجتماعية.
بيرون يعود!

بيرون يعود!

ويعود الفداء معه

بيرون عاد!

بيرون عاد!

هات لنا الحل
للشهداء الأبرار

وللمرأة المباركة

لقد كانت قديستنا إيفيتا

سوف نقاتل مرة أخرى،

لإظهار العالم

أن شعب سان مارتن

كما هو الحال دائما وحتى النهاية

لقد بذل حياته من أجل بيرون.
لقد عاد بيرون!

لقد عاد بيرون!

الناس لديهم العاطفة

لقد عاد بيرون!

لقد عاد بيرون!

على مر السنين، بقيت الكلمات الأصلية كما هي، لكن مختلف الأحزاب السياسية قامت بإضافة مقاطع جديدة،على سبيل المثال، كان Montoneros يغني:

وايفيتا في القلب

مونتونيروس. "الوطن أو الموت"
في بعض الأحيان تم إضافة المقطع التالي:
بالأمس كانت المقاومة
اليوم مونتونيروس والقوات المسلحة الملكية
وغدا كل الناس
في حرب الشعب.>على سبيل المثال، كان Guardia de Hierro يغني:
الوطن بخيانته

وفي شبابك المحارب

في الوقت الحاضر، من الشائع أيضًا إضافة بيت شعر يرتبط بحكومات نيستور كيرشني وكريستينا فرنانديز دي كيرشني :
عدنا في عام 2003.

بالتعاون مع نيستور وكريستينا

## روابط خارجية
- La Marcha - Un viaje al primer peronismo نسخة أرشيفية في أرشيف الإنترنت
- Hugo del Carril - La marcha peronista